# Vicia capreolata
Vicia capreolata är en ärtväxtart som beskrevs av Richard Thomas. Lowe. Vicia capreolata ingår i släktet vickrar, och familjen ärtväxter. IUCN kategoriserar arten globalt som starkt hotad. Inga underarter finns listade i Catalogue of Life.